# Saint-Laurent-de-Céris
Saint-Laurent-de-Céris è un comune francese di 790 abitanti situato nel dipartimento della Charente, nella regione della Nuova Aquitania.

## Società

### Evoluzione demografica
Abitanti censiti